# Беннер, Жан Анри
Жан Анри Беннер (фр. Jean Henri Benner; 3 августа 1776, Мюлуз —  2 ноября 1836, Париж) — французский художник-миниатюрист, долгое время работавший в России, представитель россики. Ученик Жана-Батиста Изабе, одного из самых прославленных миниатюристов своего времени.

## Биография
Уроженец Эльзаса. В 1815—16 годах работал в Варшаве; с 1816 по 1825 год — в Санкт-Петербурге. Писал портреты представителей русской и польской аристократии. Создатель так называемой «Романовской сюиты» — «Собрания 24 портретов императорской фамилии, писанных живописцем Беннером» (ныне хранится в Государственном Эрмитаже). Работы художника также представлены в Историческом музее его родного города Мюлуз. 
После 1825 года Беннер вернулся в Париж, где скончался в конце 1836 года.

## Романовская сюита
К самой знаменитой своей работе, «Романовской сюите» (сейчас бы сказали — «Романовской серии»), Беннер приступил, видимо, вскоре после переезда в Санкт-Петербург, в 1816 году. Прежде у него уже был опыт создания серии миниатюрных портретов венценосной семьи: в 1812 году художник выполнил серию миниатюр с изображением представителей династии Габсбургов. Романовская сюита представляла собой серию одинаковых по размеру, единообразных миниатюр, изображающих выдающихся представителей династии Романовых, начиная со времени их восшествия на престол (первая четверть XVII века). Миниатюры, по большей части, выполнялись с живописных оригиналов, хранившихся в Зимнем дворце (будущая Романовская галерея); даже для портретов современников Беннер иногда пользовался работами своего учителя Изабе. 
Автором идеи создания Романовской сюиты, выступил, по некоторым данным князь Алексей Борисович Лобанов-Ростовский, приближённый императора Александра I, коллекционер произведений искусства и меценат. Однако он не был единственным заказчиком. Романовская сюита состояла из 24 портретов и выполнялась, что было достаточно необычно, в нескольких комплектах. Каждый полный комплект имел отличное от прочих оформление рамок, немного отличался размер миниатюр; внутри комплекта рамки и размеры были одинаковы (часть портретов, однако, оставалась без обрамления). Существенной разницы между аналогичными миниатюрами из разных комплектов не существовало, только цвет платьев императриц Марии Фёдоровны и Елизаветы Алексеевны менялся в разных комплектах.
Комплекты серии приобретали для себя члены императорской семьи и представители высшей аристократии. В настоящее время известны следующие комплекты (обычно неполные): 
- Три — в Государственном Эрмитаже[8]: императорский; великого князя Николая Михайловича (последний владелец); неизвестного владельца.
- Четыре — в Павловске: великого князя Николая Павловича, будущего Николая I; императора Николая II (последний владелец), два, происходящие из Гатчинского дворца.
- Один (полный) комплект — в Государственном Русском музее[9], экземпляр великого князя Михаила Павловича. В этой серии все портреты, кроме портрета самого Великого князя, имеют единообразные золочённые рамы.

Отдельные экземпляры миниатюр из Романовской серии имеются в московских и провинциальных музеях и частных собраниях.
Параллельно с работой над комплектами миниатюр, Беннер с 1817 года издавал в Париже альбомы со сделанными с миниатюр гравюрами. Большинство альбомов издавались в  стандартной черно-белой версии, но встречались и варианты с раскрашенными гравюрами. Эти альбомы хорошо продавались и приносили художнику немалый, по тем временам, доход.

## Галерея

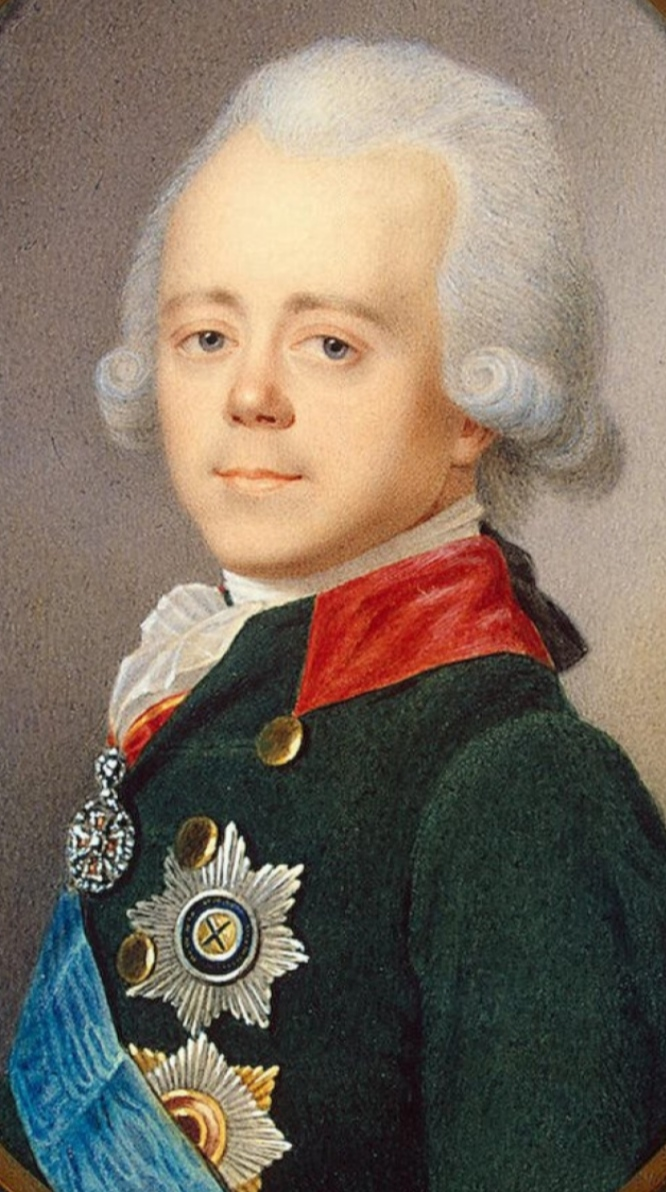
Павел I. Из собрания миниатюр "Романовская сюита". Эрмитаж. (фрагмент)
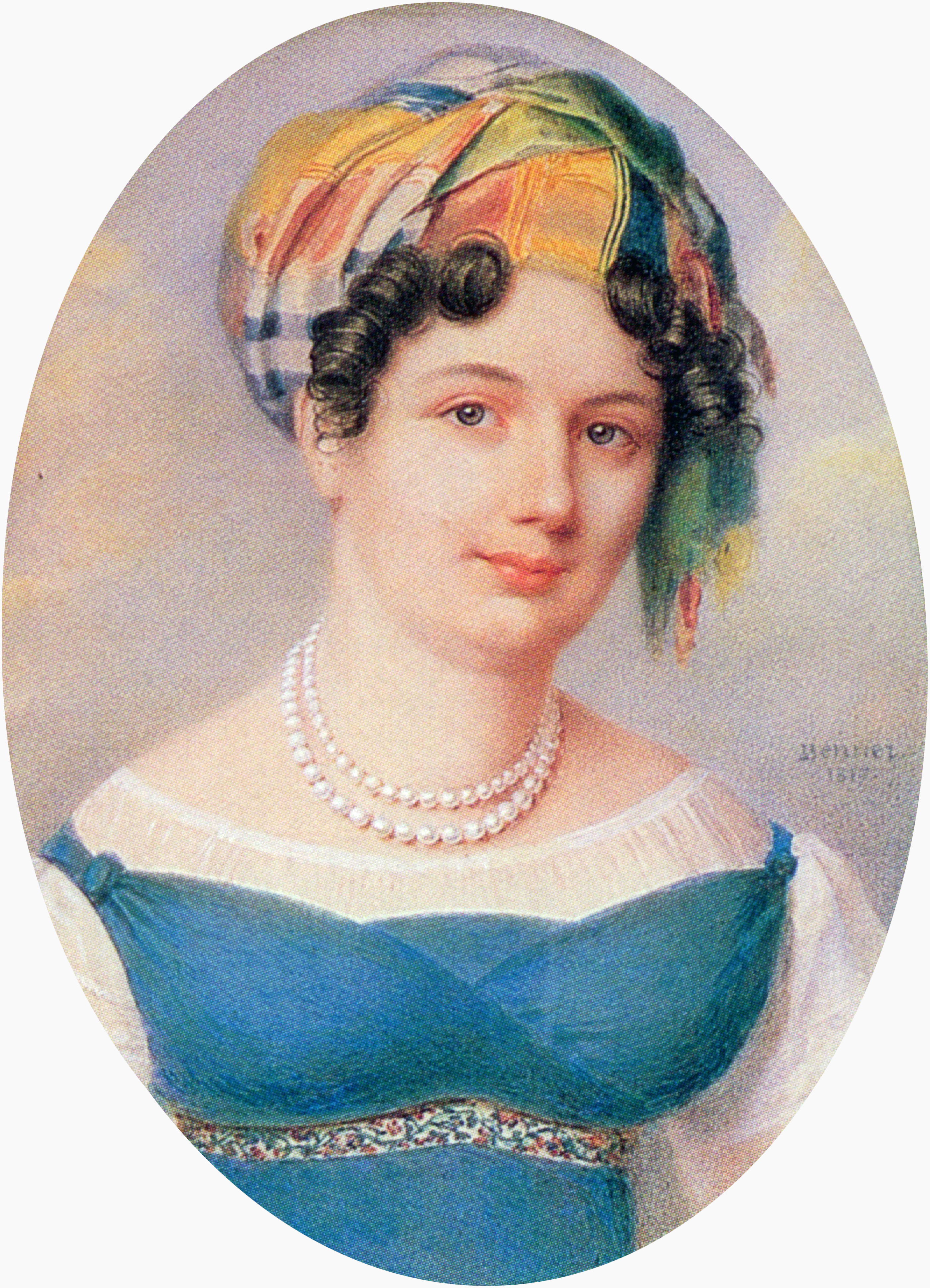
Екатерина Андреевна Карамзина. Государственный Эрмитаж.
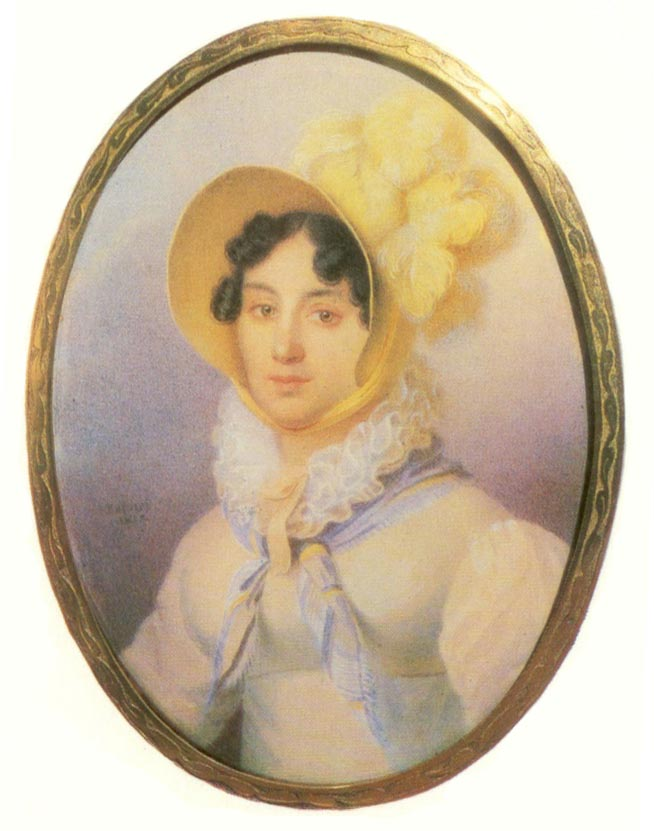
Княгиня Варвара Алексеевна Репнина-Волконская, урождённая Разумовская. Государственный исторический музей, Москва.
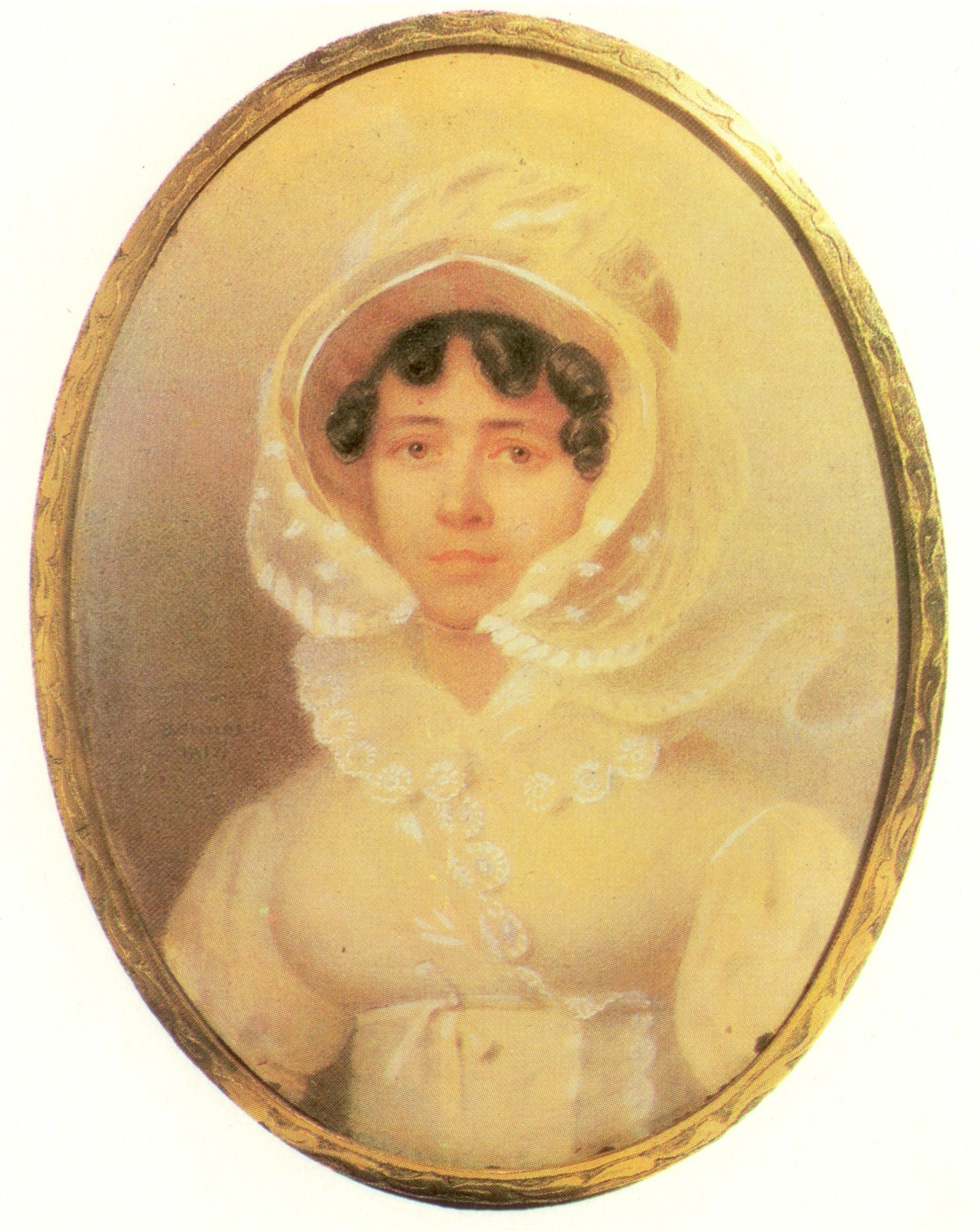
Графиня Екатерина Алексеевна Уварова,урождённая Разумовская, сестра предыдущей, супруга министра Сергея Семёновича Уварова.
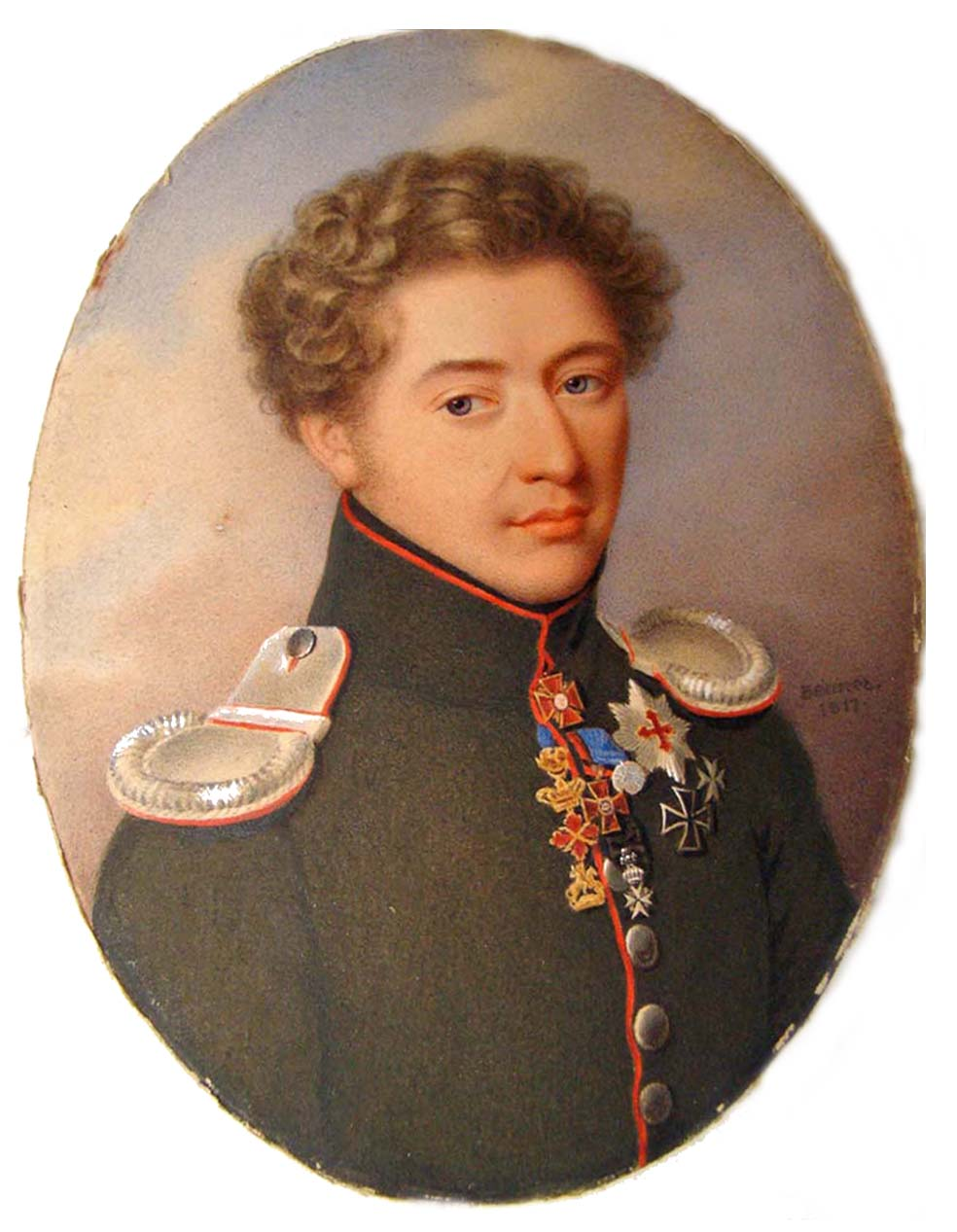
Генерал от кавалерии граф Степан Фёдорович Апраксин.
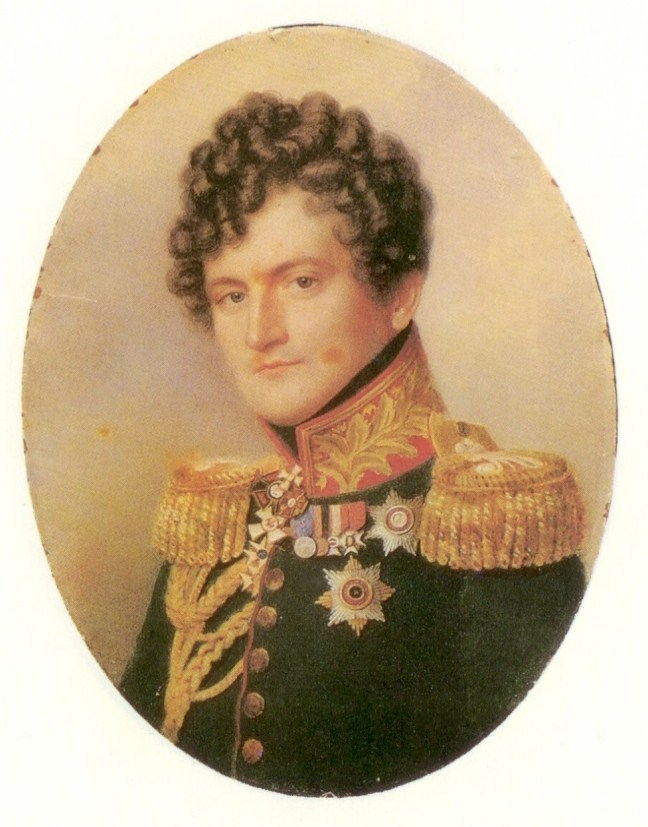
Генерал от кавалерии граф Адам Петрович Ожаровский.
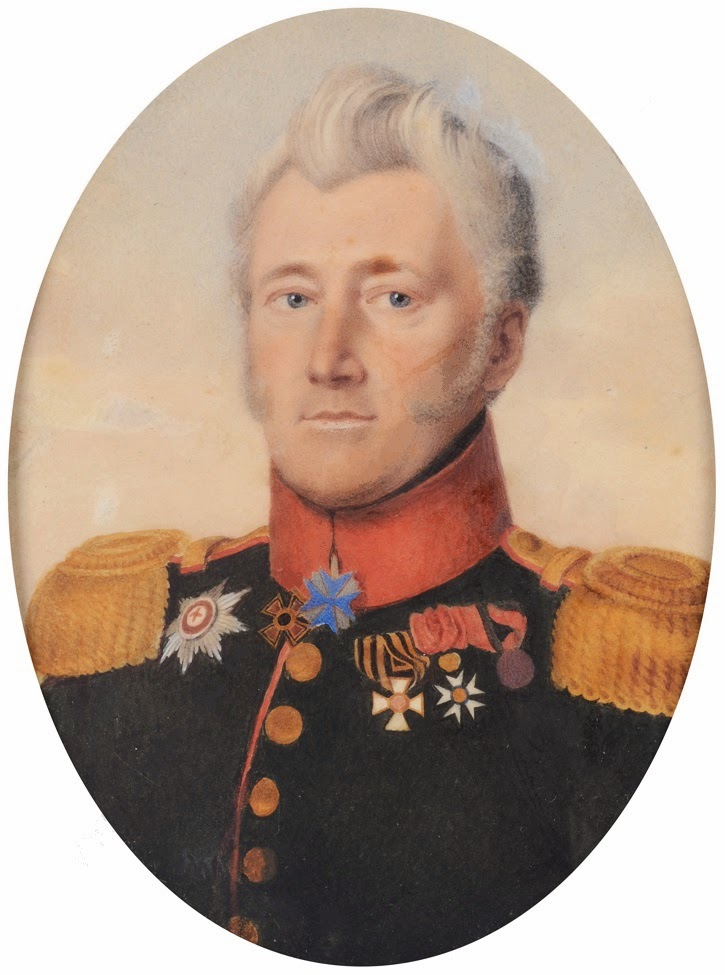
Действительный тайный советник, сенатор Иван Саввич Горголи. Собрание Бориса Вильницкого, Вена.
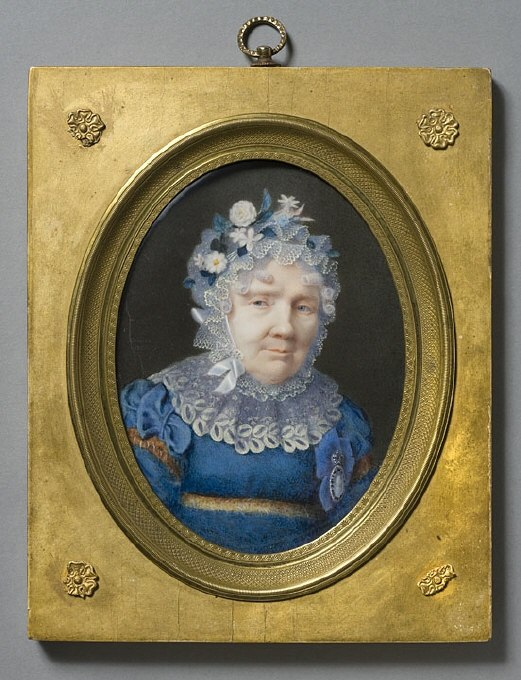
Светлейшая княгиня (с 1826) Шарлотта Карловна Ливен. После 1821, Национальный музей Швеции, Стокгольм.
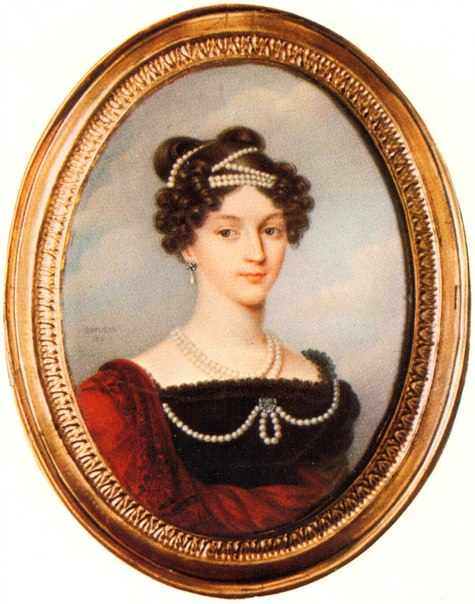
Великая княгиня Анна Фёдоровна.